# 肯德拉帕拉縣
肯德拉帕拉縣是印度的一個縣，位於該國東部，由奧里薩邦負責管轄，面積2,644平方公里，每年平均降雨量1,501毫米，識字率為77.33%，2011年人口1,439,891，人口密度每平方公里545人。

## 外部連結
- 官方网站